# A100 엔터테인먼트의 음반
이 문서는 A100엔터테인먼트의 발매한 음반 목록이다.

## 2018년 ~ 2021년
- 2018년 4월 7일 예임 - 길모퉁이
- 2018년 6월 24일 네온펀치 - MOONNIGHT
- 2018년 7월 21일 예임 - 이별이 떠났다 OST Part.4
- 2018년 10월 23일 예임 - 먼저 말해줘
- 2019년 1월 38일 네온펀치 - Watch Out
- 2020년 ?월 ?일 XUM -

'